# Климова, Екатерина Владимировна
Екатери́на Влади́мировна Кли́мова (урождённая Кислова, род. 2 мая 1988, Владивосток, Россия) — российская инстаблогер, инфлюенсер. Получила широкую популярность благодаря контенту в социальной сети Instagram, а также Youtube и Tik Tok. Известна под псевдонимом Katrin Klimova.

## Биография
Родители были с алкогольной зависимостью, семья жила в общежитии в тяжелых условиях. В 2000 году, когда Климовой было 12 лет, у нее умерла мать, а отца был лишён родительских прав. Её опекуном стала бабушка, и они вместе переехали в г. Киров. В школе Климова хорошо училась, а также посещала секции по волейболу и дзюдо. После получения среднего образования поступила в швейное училище.
В 17 лет Климова работала на нескольких работах: в ателье, в магазине женской одежды, в кафе. Через год переехала в Нижний Новгород, где устроилась на работу в компанию “Связной”. Свой карьерный путь она начала с рядового сотрудника, однако достаточно быстро получила должность топ-менеджера компании.
Свое хобби по пошиву одежды Климова переформатировала в небольшой бизнес — создавала атрибутику для малышей. Через несколько лет работы у странички Климовой стало более 7 млн подписчиков. Рост числа подписчиков был очень бурным, и её страница была заблокирована. Вскоре она сделала новую страницу, вернув себе 1,5 млн подписчиков.
Интервью с Климовой и статьи появлялись в журналах Glamour, Grazia, Папарацци, WomanHit и других. На страницах известных изданий Катрин Климова делится своим опытом и секретами успеха в бизнесе в соцсетях. Также она открыла 3 онлайн-магазина: TOP L.A.K., WowSocks, и ОкиДоки. 
В 2016 и 2017 году Климова стала лауреатом премий «Handmade Мама – 2016», «Бизнес Мама – 2017».

## Личная жизнь
Вышла замуж 16 марта 2013 года. Муж — Сергей Климов, дочь — Алиса (2013) сын — Семён (2017), сын — Степан 2020. 

## Премии и номинации
| Год  | Премия                     | Номинация     | Результат | Ист.   |
| ---- | -------------------------- | ------------- | --------- | ------ |
| 2016 | Премия #instaMamAward 2016 | Handmade-мама | Победа    | [ 15 ] |
| 2017 | Премия Instamam Award 2017 | Бизнес Мама   | Победа    | [ 16 ] |